# هوازی اجباری
به هر اندامگانی که برای رشد به اکسیژن نیاز داشته باشد هوازی اجباری (Obligate aerobe) گفته می‌شود. این جانداران از اکسیژن به هنگام تنفس یاخته‌ای و به منظور تولید انرژی استفاده می نمایند. تمام گیاهان و جانوران زمین از این دسته هستند. 

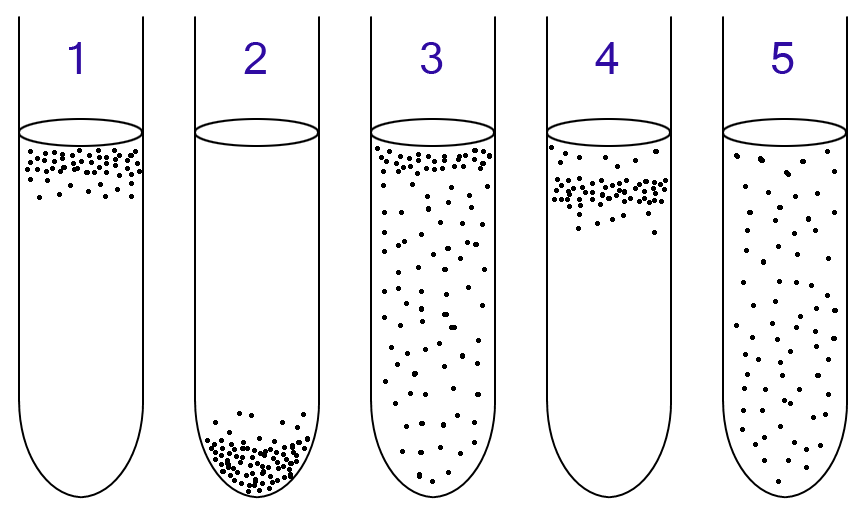
آزمودن باکتری‌ها در محلولی از اسید تیوگلیکولیک: ۱ = هوازی، ۲ = بی‌هوازی، ۳-۵ = اختیاری (دوگونه‌زی).

## دسته‌بندی
باکتریهای هوازی اولاً با انجام متابولیسم هوازی در حضور اکسیژن انرژی موردنیاز خود را تهیه میکنند. ثانیاً به دلیل داشتن انزیمهایی مانند کاتالاز(که پراکسید هیدروژن را به آب و اکسیژن تجزیه می‌کند)، پرکسیداز(که بواسطه آن NADH + H2O2 به NAD و O2 تبدیل می‌شوند) و سوپراکسید دیسموتاز (که بواسطه آن سوپراکسید به پراکسید هیدروژن تبدیل می‌شود) سمیت پراکسید و رادیکالهای آزاد اکسیژن را که طی متابولیسم در حضور اکسیژن تولید شده‌اند برطرف می‌کنند.

## ارگانیسم‌های هوازی بیهوازی اختیاری
ارگانیسم‌های بیهوازی اختیاری مانند اشریشیا کولی می‌توانند بین انواع هوازی و غیرهوازی دگرگشت (متابولیسم) تغییر جهت دهند. تحت شرایط بی‌هوازی، آن‌ها به وسیله تخمیر یا تنفس بی‌هوازی رشد کرده، اما در حضور اکسیژن به سمت تنفس هوازی برمی‌گردند.
ارگانیسمهای تحمل‌کننده هوا فقط متابولیسم غیراکسیداتیو دارند ولی بدلایلی مانند وجود آنزیمهای فوق در برابر اکسیژن مقاومند.

## تنفس هوازی
تنفس بیهوازی شامل گلایکولیز و تخمیر می‌باشد . تنفس هوازی شامل قندکافت (گلیکولیز) ، چرخه کربس ، فسفوریلاسیون اکسیداتیو و نهایتاً تولید ATP است . در فسفوریلاسیون اکسیداتیو نسبت به تخمیر انرژی بیشتری بدست میاید لذا باکتریهای این رده رشد سریعتری دارند.
متابولیسم بیهوازی:
C6H12O6 + 2 ADP + 2 phosphate → 2 lactic acid + 2 ATP
C6H12O6 + 2 ADP + 2 phosphate → 2 C2H5OH + 2 CO2↑ + 2 ATP
متابولیسم هوازی و نتیجه نهایی:
C6H12O6 + 6 O2 + 38 ADP + 38 phosphate → 6 CO2 + 6 H2O + 38 ATP
| Step                                  | coenzyme yield | ATP yield | Source of ATP |
| ------------------------------------- | -------------- | --------- | --- |
| Glycolysis preparatory phase          |                | −2        | Phosphorylation of glucose and fructose 6-phosphate uses two ATP from the cytoplasm.                              |
| Glycolysis pay-off phase              |                | 4         | Substrate-level phosphorylation                                                                                   |
| Glycolysis pay-off phase              | 2 NADH         | 3         | Oxidative phosphorylation – Each NADH produces net 2 ATP due to NADH transport over the mitochondrial membrane    |
| Oxidative decarboxylation of pyruvate | 2 NADH         | 5         | Oxidative phosphorylation                                                                                         |
| Krebs cycle                           |                | 2         | Substrate-level phosphorylation                                                                                   |
| Krebs cycle                           | 6 NADH         | 15        | Oxidative phosphorylation                                                                                         |
| Krebs cycle                           | 2 FADH2        | 3         | Oxidative phosphorylation                                                                                         |
| Total yield                           | Total yield    | 30 ATP    | From the complete oxidation of one glucose molecule to carbon dioxide and oxidation of all the reduced coenzymes. |